# Kárpathos (ville)
Kárpathos (grec moderne : Κάρπαθος), également connue sous l'ancienne appellation de Pigádia (grec moderne : Πηγάδια), est un arrondissement de la municipalité fusionnée (dème) de l'île de Kárpathos dans le Dodécanèse, partie de la région administrative grecque d'Égée-Méridionale.
La ville de Kárpathos est la capitale de l'île et du dème de Kárpathos.

## Géographie et démographie

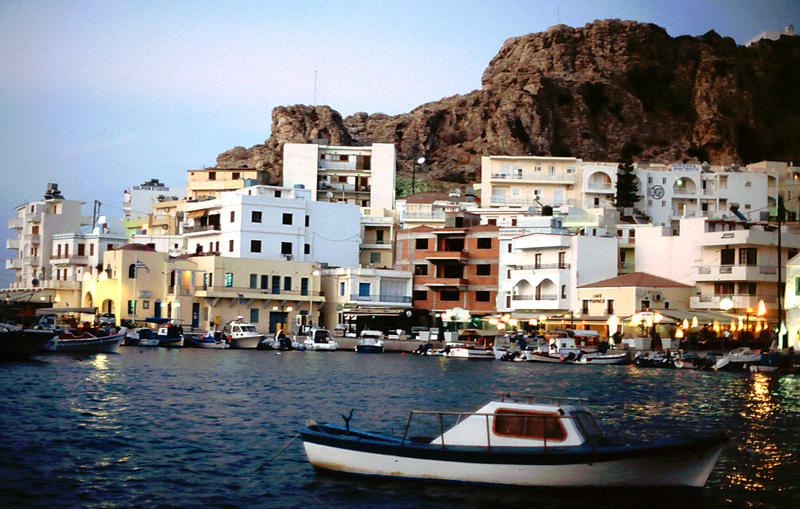
Le port de Kárpathos.

Kárpathos est un port naturel dont la rade est protégée par trois îlots. La commune, qui s'étend sur 15,236 km2, comptait 2 077 habitants selon le recensement de 2001.

## Histoire
La zone urbaine actuelle était déjà habitée au cours de la période minoenne et le fut plus tard par les Mycéniens. Des immigrants doriens fondent la ville vers 1000 av. J.-C. et lui donnent le nom de Poseidion, en l'honneur du dieu de la mer Poséidon. En raison des nombreuses incursions de pirates, la ville est abandonnée au Moyen Âge et les habitants s'installent à l'intérieur des terres. Quelques siècles plus tard, la ville est rebâtie sous la dénomination de Possi. En l'an 1892, la ville est désignée par le gouverneur turc de l'île pour être la capitale de l'île. Quelque temps plus tard, la ville reçoit le nom de Pigádia avant d'être officiellement rebaptisée du nom de Kárpathos en 1953.
À la suite des réformes instaurées par le programme Kallikratis, en vigueur depuis janvier 2011, qui a supprimé les préfectures et fusionné de nombreuses municipalités, le territoire administratif de la commune de Kárpathos inclus désormais celui de la ville d'Ólympos (environ 800 habitants), ex-commune située au nord de l'île.

## Industrie du tourisme
Le tourisme se développe sur l'île de Kárpathos, et principalement dans la capitale, depuis 1987 quand un aéroport international est inauguré. La ville compte 4 500 lits pour touristes et accueille environ la moitié des touristes de l'île.

## Culture et patrimoine
Sur une formation rocheuse située à l'est de la ville et à proximité de la côte, s'élevait autrefois un mur de fortification de l'époque mycénienne. En ce même endroit, un temple de style dorique à la gloire d'Athéna fut érigé par après. Il ne subsiste plus de ruines de cette antique acropole.
L'ancienne église principale de la ville, Agii Apostoli, conserve des peintures murales de Manólis Filippákis, un peintre originaire d'Ólympos, une localité du nord de l'île. À environ deux kilomètres du centre de la ville, à Apéri, le long de la route côtière, se dressent les ruines de l'église d'Agía Fotiní. Cette basilique date des Ve et VIe siècles et fut érigée sur les ruines d'un ancien temple en l'honneur de la sainte orthodoxe Fotiní.
Les bureaux et les installations de l'administration locale et de la magistrature sont abrités dans une ancienne villa italienne, de style totalement contrasté par rapport aux autres bâtiments. Dans l'aile gauche, le musée archéologique présente divers objets et artefacts de différentes époques découverts à Kárpathos. Un petit théâtre en plein air jouxte le bâtiment.

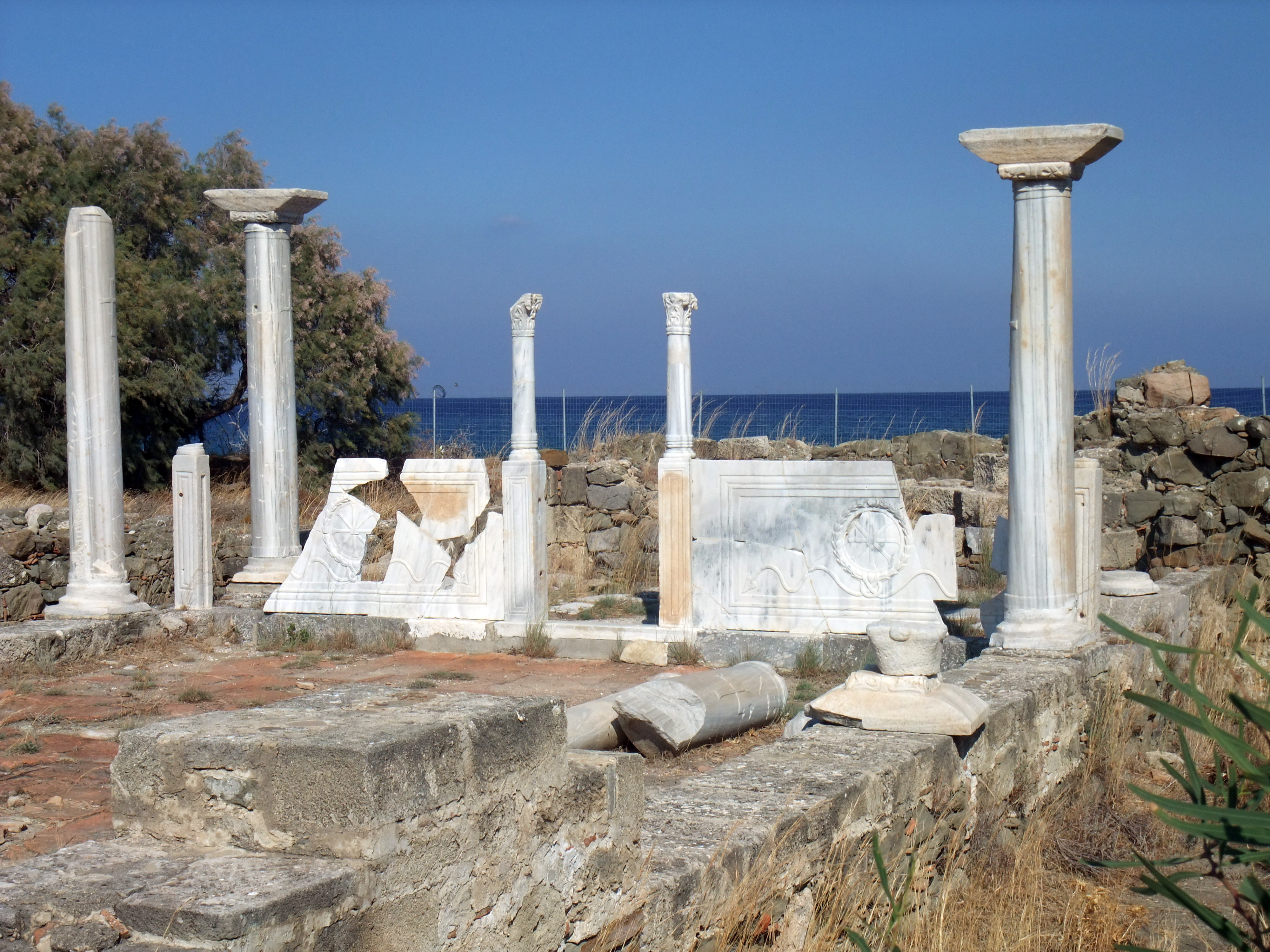
Les ruines de la basilique Agía Fotiní.
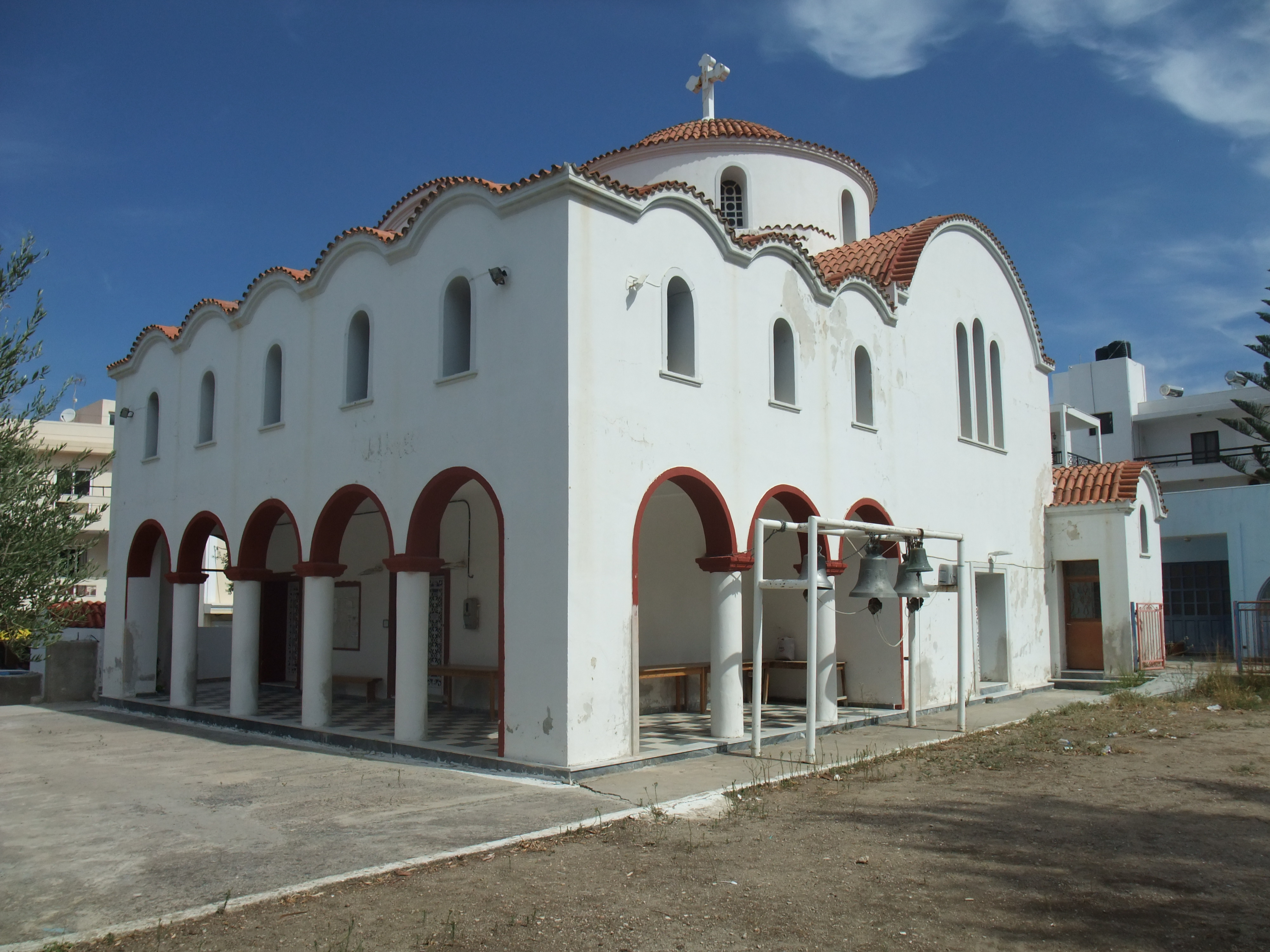
L'église Ágii Apóstoli.
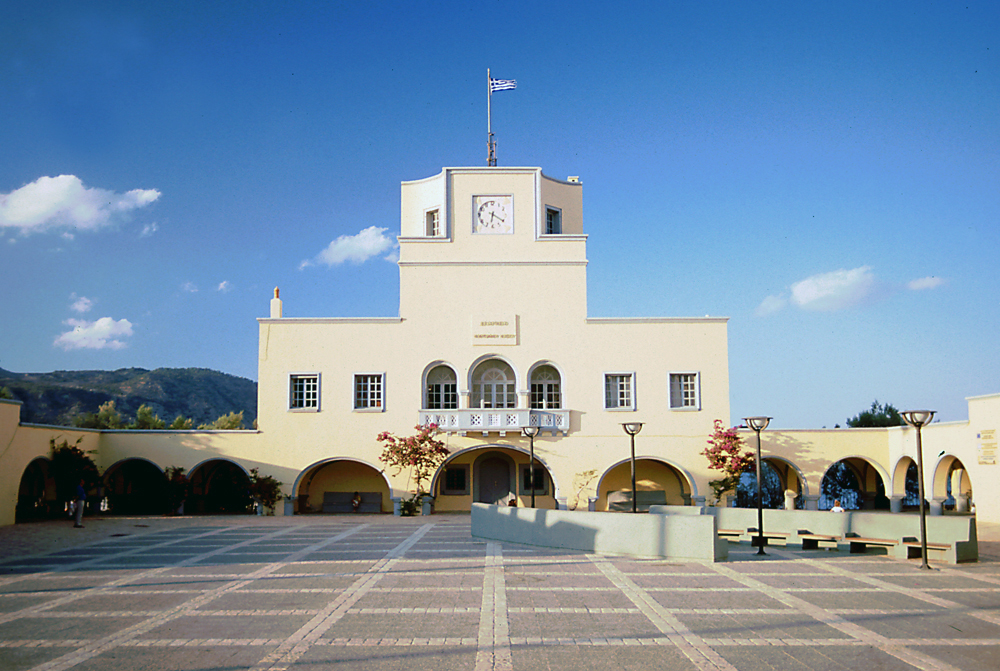
Bureaux de l'administration locale.